# Kirkcaldy

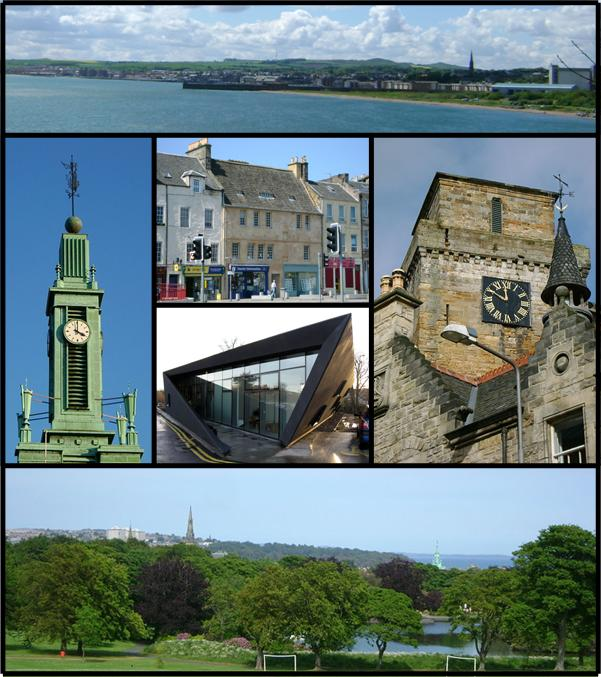
Olika motiv från Kirkcaldy.

Kirkcaldy (uttalas kirkawdi) är den näst största staden i kommunen Fife i Skottland. Folkmängden uppgick till 49 460 invånare 2012, på en yta av 18,90 km². Staden ligger på Firth of Forths norra strand. Den är känd i folkmun som The Lang Toun (Den långa staden) eftersom köpingarna Dysart, Linktown och Pathhead samt byarna Sinclairtown och Gallatown numera ingår i staden Kirkcaldy och dessa ligger längs floden Forth. Befolkningen kallas för langtonians. 
Staden var tidigare känd för sin linoleumtillverkning, linneproduktion och för sin årliga veckolånga "Links Market" - Europas längsta gatumarknad - som firade 700-årsjubileum 2004. Fife Opera är baserat i Kirkcaldy. Adam Smith, grundaren av modern nationalekonomi och liberalismens fader, var född i Kirkcaldy.
I Kirkcaldy finns Storbritanniens äldsta ishockeylag, Fife Flyers, grundad 1938 med hemmaarenan Fife Ice Arena. Sedan 2011 spelar laget i Elite Ice Hockey League, högsta serien i Storbritannien.